# Billy Currington
William Matthew (Billy) Currington (né le 19 novembre 1973) est un chanteur américain de musique country. Signé chez Mercury Nashville Records depuis 2003, Currington a réalisé trois albums studio ; Billy Currington, Doin' Somethin' Right, et Little Bit of Everything desquels sont sortis sept singles dont les hits  « Must Be Doin' Somethin' Right », « Good Directions » et « People Are Crazy ». Il a également réalisé un duo avec la chanteuse Shania Twain « Party for Two ».

## Biographie
Billy Currington est né et a grandi à Rincon, dans le Comté d'Effingham en Géorgie avec ses quatre sœurs (Lexie, Ann, Kim, et Kelly) et ses deux frères (Charles et Jason).
Pendant sa jeunesse, Currington auditionnera pour un spot d'Opryland, le parc à thème sur la musique country de Nashville. Il échouera mais décidera, après sa scolarité de poursuivre sa carrière dans la musique country en s'installant à Nashville. Il commencera par chanter dans un bar en Géorgie.
À Nashville, Currington travaille également comme entraîneur sportif. Un des clients qu'il entraîna aida Currington à enregistrer ses premières bandes de démo et à écrire ses propres chansons.
Après avoir rejoint la RCA Records, il signe chez Mercury Records Nashville en 2003.

### Premier album
Son premier album Billy Currington fut réalisé en 2003. Le premier single extrait fut le titre "Walk a Little Straighter" qui parle des relations qu'il avait avec son père alcoolique et qui contient un chœur que Currington avait écrit à l'âge de douze ans. "Walk a Little Straighter" se classa à la huitième position cette année-là au classement Hot Country Singles & Tracks, plaçant Currington comme un nouveau chanteur important de la scène country de Nashville. Le premier titre à atteindre le Top 5 des country charts fut son second single, "I Got a Feelin'".
Il positionna un troisième titre consécutif dans le Top 10 avec son duo avec Shania Twain pour la chanson "Party for Two" vers la fin 2004. Ce titre, extrait de l'album Greatest Hits fut réalisé avec deux arrangements ; Une version pop où Shania Twain est en duo avec Mark McGrath et une country avec Billy Currington.

### Doin' Somethin' Right
En 2005, Currington réalise son second album Doin' Somethin' Right, qui se classe immédiatement à la deuxième place du Top Country Albums chart et #11 du Billboard 200. Doin' Somethin' Right contiendra le premier numéro 1 de l'artiste avec la chanson single "Must Be Doin' Somethin' Right", suivie par "Why, Why, Why" à la place #13 et un nouveau numéro 1 avec "Good Directions". Coécrit par Luke Bryan de Capitol Records, ce dernier sera nommé deuxième chanson country de l'année 2007 au classement Billboard Year-End. Doin' Somethin' Right fut certifié Disque de platine par la RIAA.

### Little Bit of Everything
Son single "Tangled Up" se classa trentième fin 2007 mais la sortie de son troisième album fut retardé principalement à cause d'une laryngite qui l'obligea d'ailleurs à annuler la fin de sa tournée 2007. Il suivra également une thérapie liée aux traumatismes dont il a souffert pendant son enfance.
Il sera alors absent des classements pendant presque un an avant la sortie de son prochain single ; « Don't », en 2008. Il fut le premier single de son troisième album Little Bit of Everything, qui sortit le 14 octobre 2008. Currington coécrit cinq chansons de l'album . "Don't" se classa #2 dans les classements country début 2009. « People Are Crazy », coécrit avec Bobby Braddock et Troy Jones, fut le second single sorti en mars 2009 et devint en juillet 2009 le troisième hit, classé numéro 1 de l'artiste.
Le 1er août 2009, Currington eut un accident au Big Valley Jamboree à Camrose, en Alberta après que la scène sur laquelle il se produisait ne s'effondre. Dans l'accident, le bassiste de Currington fut également blessé et un spectateur fut tué.

## Récompenses
| Année | Association      | Catégorie                                                       |
| ----- | ---------------- | --------------------------------------------------------------- |
| 2006  | CMT Music Awards | Vidéo la plus sexy de l'année - "Must Be Doin' Something Right" |

## Discographie

### Albums studio
Tous ses albums furent enregistrés pour Mercury Nashville.
| Année                                                                      | Album détails                                           | Meilleur classement | Meilleur classement | Meilleur classement | Meilleur classement | Certifications (seuil de ventes) |
| Année                                                                      | Album détails                                           | US Country          | US                  | CAN Country         | CAN                 | Certifications (seuil de ventes) |
| -------------------------------------------------------------------------- | ------------------------------------------------------- | ------------------- | ------------------- | ------------------- | ------------------- | -------------------------------- |
| 2003                                                                       | Billy Currington - Format: CD                           | 17                  | 107                 | *                   | —                   |                                  |
| 2005                                                                       | Doin' Somethin' Right - Format: CD, digital download    | 2                   | 11                  | *                   | —                   | - US: Platine                    |
| 2008                                                                       | Little Bit of Everything - Format: CD, digital download | 2                   | 13                  | 16                  | 159                 |                                  |
| "—" denotes releases that failed to chart * denotes unknown peak positions |                                                         |                     |                     |                     |                     |                                  |

### Singles
| Année                                                                         | Single                          | Meilleur classement | Meilleur classement | Meilleur classement | Meilleur classement | Meilleur classement | RIAA | Album                        |
| Année                                                                         | Single                          | US Country          | US                  | US Pop              | CAN Country         | CAN                 | RIAA | Album                        |
| ----------------------------------------------------------------------------- | ------------------------------- | ------------------- | ------------------- | ------------------- | ------------------- | ------------------- | ---- | ---------------------------- |
| 2003                                                                          | "Walk a Little Straighter"      | 8                   | 67                  | —                   | *                   | —                   | —    | Billy Currington             |
| 2004                                                                          | "I Got a Feelin'"               | 5                   | 50                  | —                   | 9                   | —                   | —    | Billy Currington             |
| 2005                                                                          | "Must Be Doin' Somethin' Right" | 1                   | 39                  | 63                  | 4                   | —                   | Or   | Doin' Somethin' Right        |
| 2006                                                                          | "Why, Why, Why"                 | 13                  | 99                  | —                   | 30                  | —                   | —    | Doin' Somethin' Right        |
| 2006                                                                          | "Good Directions"               | 1                   | 42                  | 66                  | 5                   | 67                  | Or   | Doin' Somethin' Right        |
| 2007                                                                          | "Tangled Up"                    | 30                  | —                   | —                   | —                   | —                   | —    | Chanson non-issue d'un album |
| 2008                                                                          | "Don't"                         | 2                   | 52                  | —                   | 14                  | 91                  | —    | Little Bit of Everything     |
| 2009                                                                          | "People Are Crazy"              | 1                   | 27                  | —                   | 2                   | 52                  | —    | Little Bit of Everything     |
| "—" signifie qu'il n'a pas été classé *signifie que le classement est inconnu |                                 |                     |                     |                     |                     |                     |      |                              |

## Clips Vidéos
| Année | Video                               | Réalisateur            |
| ----- | ----------------------------------- | ---------------------- |
| 2003  | "Walk A Little Straighter"          | Margaret Malandruccolo |
| 2004  | "I Got a Feelin'"                   | Philip Andelman        |
| 2004  | "Party for Two" (with Shania Twain) | Marcus Ruboy           |
| 2005  | "Must Be Doin' Somethin' Right"     | Roger Pistole          |
| 2006  | "Why, Why, Why"                     | Roger Pistole          |
| 2008  | "Don't"                             | The Brads              |
| 2009  | "People Are Crazy"                  | The Brads              |